# امنحر (مكيراس)

تعديل مصدري - تعديل

امنحر هي إحدى قرى عزلة مكيراس بمديرية مكيراس التابعة لمحافظة البيضاء، بلغ تعداد سكانها 127 نسمة حسب تعداد اليمن لعام 2004.